# Diercke Weltatlas

Titelblatt des ersten Verlagsprospekts von 1903

Der Diercke Weltatlas ist ein Schul-Weltatlas, der seit 1883 in allen Teilen Deutschlands verwendet wird und seitdem im Westermann Verlag erscheint. Nach dessen Angaben beinhaltet die Chronik folgende wesentlichen Auflagen:
Unter dem Titel Schulatlas – über alle Teile der Erde
- 1883: 1. Auflage  von Carl Diercke und Eduard Gaebler;
noch mit ergänzendem Untertitel Zum geographischen Unterricht in höheren Lehranstalten;
54 Hauptkarten, 132 Nebenkarten, 46 Seiten, fast quadratisches Format (34 × 36 cm; ~1:1,05) mit Einband in braun

Unter dem Titel Diercke Schul-Atlas – für höhere Lehranstalten
- 1895: 31. Auflage von Carl Diercke und Eduard Gaebler;
erste Neubearbeitung, 152 Hauptkarten, 149 Nebenkarten, 148 Seiten, schlankes Hochformat (~1:1,6) Einband braun
- 1911: 48. Auflage, große Überarbeitung unter Leitung von Carl und Paul Diercke, über 350 Karten, 156 Seiten, braun

Unter dem Titel Diercke Schulatlas – für höhere Lehranstalten
- 1932: 72. Auflage  („Grosze Ausgabe“) Abschluss einer großen Überarbeitung unter Paul Diercke, 164 Seiten, braun

Unter dem neuen Titel Diercke Weltatlas – ohne Untertitel
- 1950: 84. Auflage von Richard Dehmel, erste Nachkriegs-Überarbeitung, über 300 Karten, 142 Seiten (~1:1,65) grün
- 1957: 89. Auflage „begründet von C. Diercke, fortgeführt von R. Dehmel“, grundlegende Neubearbeitung,
erstmals in einem breiteren Hochformat nahe DIN C4, über 400 Karten, 148 Seiten (23½ × 34 cm; ~1:1,45) braun
- 1974: 185. Auflage von Ferdinand Mayer, grundlegende Neubearb., 500 Karten/Darstellungen, 200 Seiten (~1:1,4) blau
- 1988: 1. Auflage der völligen Neubearbeitung von Ulf Zahn, 400 Karten/Darstellungen, 235 Seiten (~1:1,28) dunkelblau
- 2002: 5. Auflage aktualisierte und überarbeitete Auflage von Thomas Michael, 239 Seiten (~1:1,28) dunkelblau
- 2008: 1. Auflage der völligen Neubearbeitung von Thomas Michael, 460 Karten/Darstellungen, 252 Seiten (~1:1,28) blau
- 2015: 1. Auflage der völligen Neubearbeitung von Thomas Michael, 510 Karten/Darstellungen, 320 Seiten (~1:1,28) blau
- 2023: 1. Auflage der kompletten Neubearbeitung, über 500 Karten, 336 Seiten blau